# 里武·拉库图沃
里武·拉库图沃（1960年5月12日—）是马达加斯加政治家，2018年至2019年担任马达加斯加代理总统。此外，拉库图沃还担任马达加斯加参议院议长。

## 马达加斯加代理总统
2018年9月7日，总统埃里·拉乔纳里马曼皮亚尼纳递交了总统辞呈，这是法律要求他参加即将举行的总统选举的行为。参议院议长拉库图沃担任代理总统一职，直到选举中当选总统的安德里·拉乔利纳就职。9月9日，联合国秘书长安东尼奥·古特雷斯重申他对拉库图沃的支持。2022 年 6 月 14 日，Rivo Rakotovao 因涉嫌腐败、挪用公款和滥用职权被独立反腐败办公室传唤。 （页面存档备份，存于）